# Jacques Dutronc (1975)
Albums de Jacques Dutronc
Jacques Dutronc
(1972) Guerre et pets
(1980)
Jacques Dutronc (1975) est le septième album studio de Jacques Dutronc sorti en 1975. Il regroupe des 45 tours publiés après 1972 ("Le dragueur des supermarchés", "Le testamour", le gros tube "Gentleman Cambrioleur") et six inédits dont "J'comprends pas" et "Les roses fanées" que Jacques reprendra en 1992 sur l'album Jacques Dutronc au Casino. Dutronc est alors salué comme un nouveau jeune premier au cinéma, auquel il consacre la plus grande partie de son temps.

## Liste de chansons
| No  | Titre                     | Durée |
| --- | ------------------------- | ----- |
| 1.  | L'Île enchanteresse       |       |
| 2.  | Le Testamour              |       |
| 3.  | La France défigurée       |       |
| 4.  | L'amour à la chaîne       |       |
| 5.  | Le Dilemme                |       |
| 6.  | J'comprend pas            |       |
| 7.  | Gentleman cambrioleur     |       |
| 8.  | L'Amour prison            |       |
| 9.  | Mais surtout sentimentale |       |
| 10. | Les Roses fanées          |       |
| 11. | Le Bras mécanique         |       |

## Autour de l'album
- La pochette existe en deux versions : une version "simple" et une version "dépliable" avec à l'intérieur une photo de Dutronc assis dans un salon imprimée sur l'album.